# Earl Watson
Earl Joseph Watson (Kansas City, 12 giugno 1979) è un ex cestista e allenatore di pallacanestro statunitense, di ruolo playmaker.
Ha giocato al college con la maglia di UCLA, viene scelto al Draft 2001 dai Seattle Supersonics al secondo giro con la scelta numero 39. Ha giocato nel NBA per tredici stagioni giocando per sette franchige, prima di diventare allenatore nel 2014. È stato capo allenatore dei Phoenix Suns dal 2016 al 2017.

## Carriera

### High school e College
Si iscrisse al Washington High School, a Kansas City, dove terminò l'ultimo anno con 23.4 punti, 8.3 assist e 14 rimbalzi a partita.
Iscritto a UCLA, giocò da playmaker titolare al fianco di Baron Davis.

### NBA
Venne scelto al Draft 2001, dai Seattle SuperSonics al secondo giro con la scelta numero 39. Giocò la prima stagione a Seattle cambiando poi l'anno dopo, accasandosi ai Memphis Grizzlies e ai Denver Nuggets. Tornò ai Seattle Supersonics, rimanendo fino al primo anno dei Oklahoma City Thunder. Giocò anche per gli Indiana Pacers, Utah Jazz per tre anni. Si ritirò nella stagione 2013-2014, giocando per i Portland Trail Blazers.

### Allenatore
Iniziò la carriera da allenatore nel 2014, come assistente allenatore negli Austin Spurs in NBA D-League. Nel 2015 venne assunto dai Phoenix Suns come assistente allenatore. Dopo un brutto inizio della stagione 2015-2016, i Suns licenziarono l'allenatore Jeff Hornacek e lo sostituirono con Watson come allenatore ad interim per il resto della stagione, finendo con un record di 8-15. La stagione dopo, i Suns annunciarono un accordo triennale con Watson in merito alla buon lavoro svolto con la squadra. Al momento della sua promozione a capo allenatore, Watson era il secondo più giovane allenatore della NBA. Divenne anche il primo ex giocatore di UCLA a diventare un allenatore della NBA, nonché il primo allenatore NBA di origine ispanica.
All'inizio della stagione 2017-18, i Suns subirono la peggiore sconfitta nella storia della franchigia e il peggior inizio di stagione della storia del NBA, che gli costarono l'esonero.

## Statistiche

### College
| Anno      | Squadra     | PG  | PT  | MP   | TC%  | 3P%  | TL%  | RP  | AP  | PRP | SP  | PP   |
| --------- | ----------- | --- | --- | ---- | ---- | ---- | ---- | --- | --- | --- | --- | ---- |
| 1997-1998 | UCLA Bruins | 33  | 33  | 32,0 | 39,2 | 32,3 | 60,6 | 3,7 | 3,2 | 1,9 | 0,4 | 5,8  |
| 1998-1999 | UCLA Bruins | 31  | 31  | 34,0 | 43,5 | 32,0 | 70,3 | 3,7 | 4,6 | 1,6 | 0,4 | 13,3 |
| 1999-2000 | UCLA Bruins | 33  | 33  | 34,7 | 45,1 | 36,0 | 64,9 | 3,9 | 5,9 | 1,8 | 0,5 | 11,4 |
| 2000-2001 | UCLA Bruins | 32  | 32  | 34,8 | 49,3 | 35,2 | 63,6 | 3,7 | 5,2 | 1,9 | 0,3 | 14,7 |
| Carriera  | Carriera    | 129 | 129 | 33,9 | 45,0 | 34,1 | 65,4 | 3,8 | 4,7 | 1,8 | 0,4 | 11,2 |

### NBA

#### Regular Season
| Anno      | Squadra             | PG  | PT  | MP   | TC%  | 3P%  | TL%  | RP  | AP  | PRP | SP  | PP   |
| --------- | ------------------- | --- | --- | ---- | ---- | ---- | ---- | --- | --- | --- | --- | ---- |
| 2001-2002 | Seattle S.Sonics    | 64  | 0   | 15,1 | 45,3 | 36,4 | 63,9 | 1,3 | 2,0 | 0,9 | 0,1 | 3,6  |
| 2002-2003 | Memphis Grizzlies   | 79  | 2   | 17,3 | 43,5 | 34,1 | 72,1 | 2,1 | 2,8 | 1,1 | 0,2 | 5,5  |
| 2003-2004 | Memphis Grizzlies   | 81  | 14  | 20,6 | 37,1 | 24,5 | 65,2 | 2,2 | 5,0 | 1,1 | 0,2 | 5,7  |
| 2004-2005 | Memphis Grizzlies   | 80  | 14  | 22,6 | 42,6 | 31,9 | 65,9 | 2,1 | 4,5 | 1,0 | 0,2 | 7,7  |
| 2005-2006 | Denver Nuggets      | 46  | 10  | 21,2 | 42,9 | 39,5 | 62,7 | 1,9 | 3,5 | 0,8 | 0,2 | 7,5  |
| 2005-2006 | Seattle S.Sonics    | 24  | 0   | 25,1 | 43,2 | 42,0 | 73,1 | 3,0 | 5,4 | 1,3 | 0,1 | 11,5 |
| 2006-2007 | Seattle S.Sonics    | 77  | 25  | 27,9 | 38,3 | 32,9 | 73,5 | 2,4 | 5,7 | 1,3 | 0,3 | 9,4  |
| 2007-2008 | Seattle S.Sonics    | 78  | 73  | 29,1 | 45,4 | 37,1 | 76,6 | 2,9 | 6,8 | 0,9 | 0,1 | 10,7 |
| 2008-2009 | Oklahoma Thunder    | 68  | 18  | 26,1 | 38,4 | 23,5 | 75,5 | 2,7 | 5,8 | 0,7 | 0,2 | 6,6  |
| 2009-2010 | Indiana Pacers      | 79  | 52  | 29,4 | 42,6 | 28,8 | 71,0 | 3,0 | 5,1 | 1,3 | 0,2 | 7,8  |
| 2010-2011 | Utah Jazz           | 80  | 13  | 19,6 | 41,0 | 33,6 | 67,1 | 2,3 | 3,5 | 0,8 | 0,2 | 4,3  |
| 2011-2012 | Utah Jazz           | 50  | 2   | 20,7 | 33,8 | 19,2 | 67,4 | 2,4 | 4,3 | 1,1 | 0,4 | 3,0  |
| 2012-2013 | Utah Jazz           | 48  | 4   | 17,3 | 30,8 | 17,9 | 68,0 | 1,8 | 4,0 | 0,8 | 0,2 | 2,0  |
| 2013-2014 | Portland T. Blazers | 24  | 0   | 6,7  | 27,3 | 28,6 | 100  | 0,6 | 1,2 | 0,2 | 0,0 | 0,5  |
| Carriera  | Carriera            | 878 | 227 | 22,2 | 41,1 | 32,4 | 70,3 | 2,3 | 4,4 | 1,0 | 0,2 | 6,4  |

#### Playoffs
| Anno     | Squadra             | PG | PT | MP   | TC%  | 3P%  | TL% | RP  | AP  | PRP | SP  | PP  |
| -------- | ------------------- | -- | -- | ---- | ---- | ---- | --- | --- | --- | --- | --- | --- |
| 2004     | Memphis Grizzlies   | 4  | 0  | 15,5 | 53,3 | 0,0  | 100 | 2,3 | 1,8 | 1,3 | 0,0 | 4,8 |
| 2005     | Memphis Grizzlies   | 4  | 0  | 18,5 | 33,3 | 11,1 | 100 | 2,5 | 3,8 | 0,8 | 0,3 | 4,8 |
| 2014     | Portland T. Blazers | 4  | 0  | 3,5  | 0,0  | 0,0  | -   | 0,3 | 0,3 | 0,0 | 0,0 | 0,0 |
| Carriera | Carriera            | 12 | 0  | 12,5 | 40,0 | 7,7  | 100 | 1,7 | 1,9 | 0,7 | 0,1 | 3,2 |